# J. & K. Smit

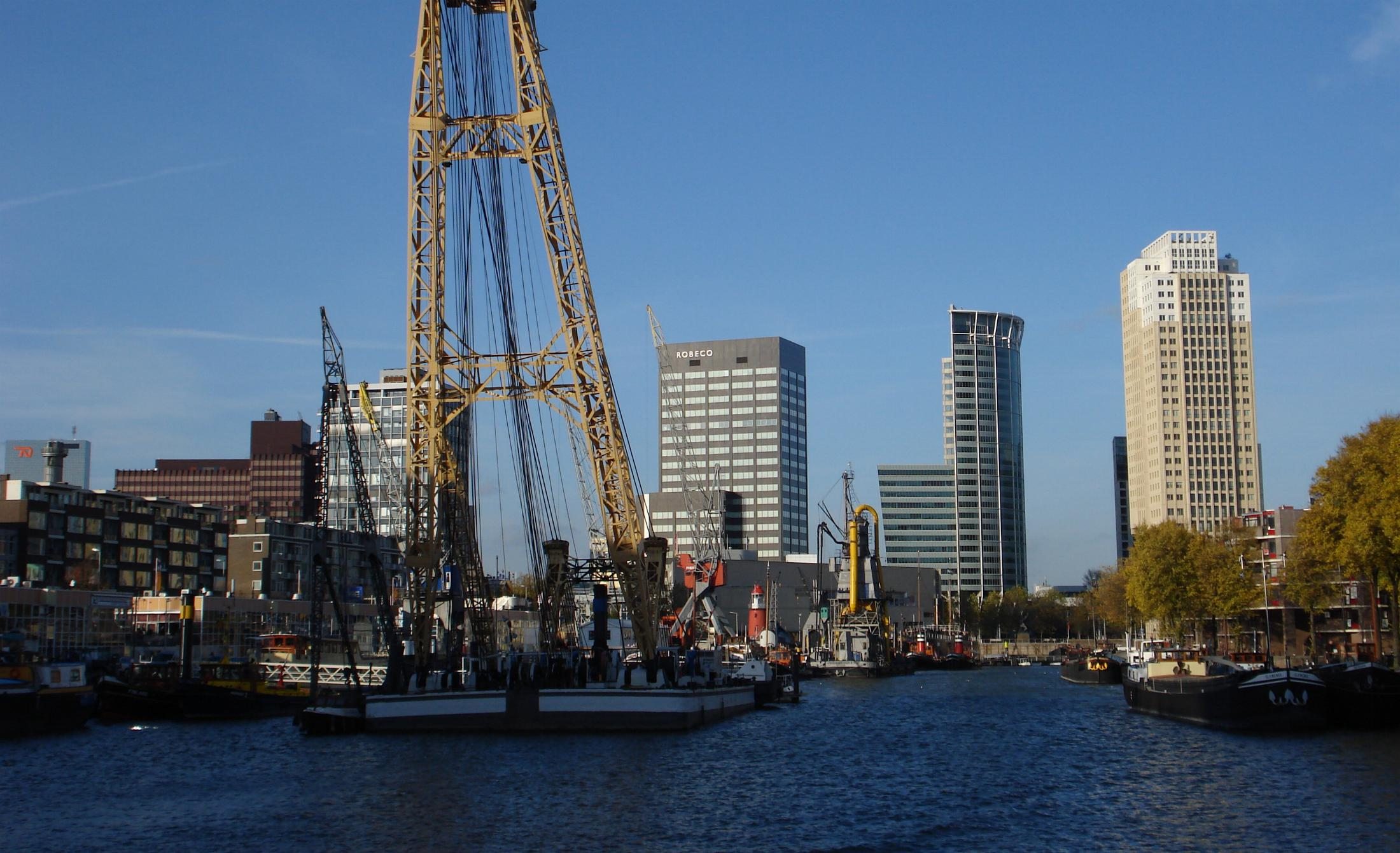
De uit 1958 stammende stoombok Simson, gebouwd bij J. & K. Smit, thans in de museumhaven in Rotterdam

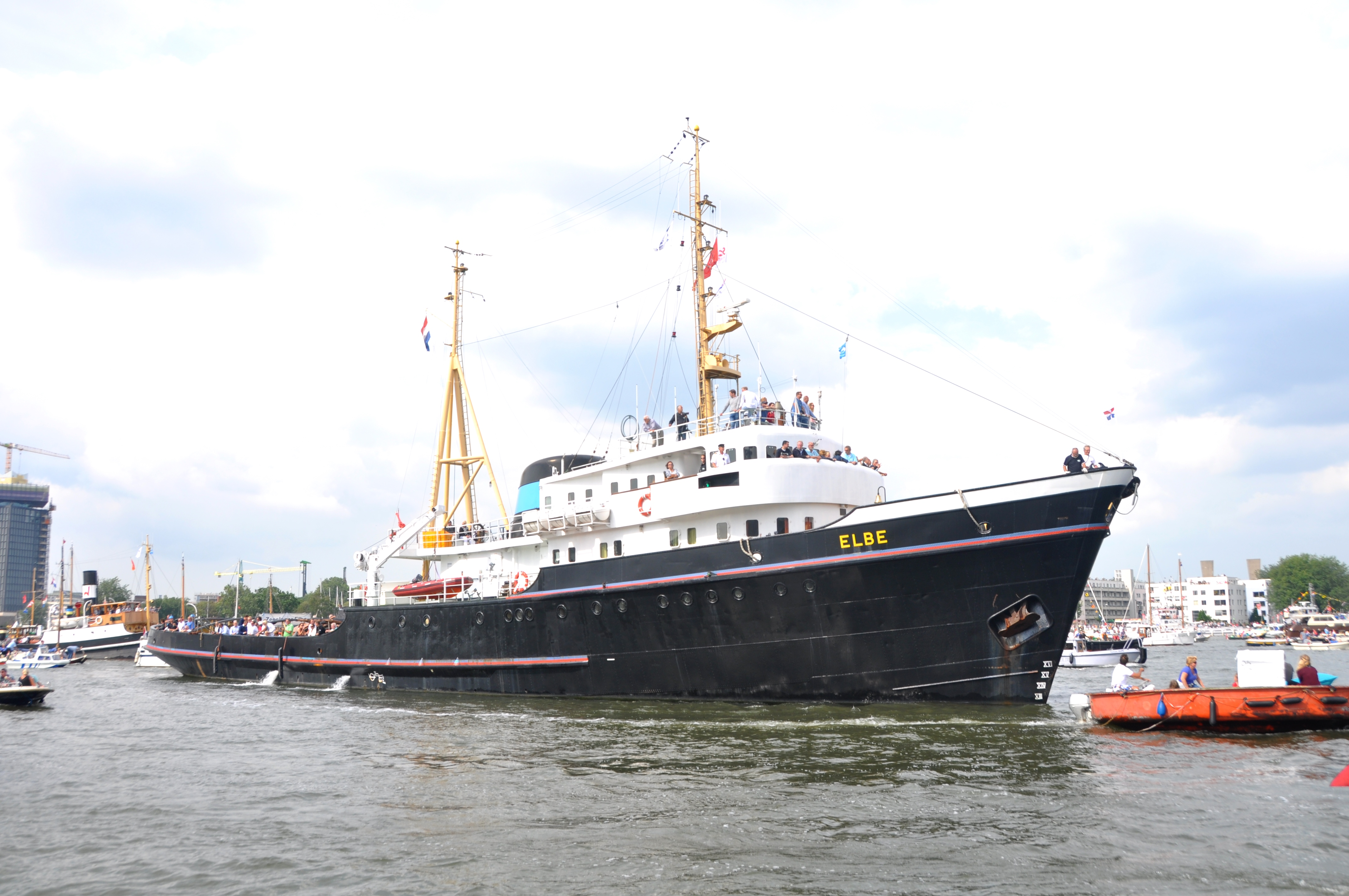
In 1959 bouwde Smit de zeesleper Elbe

J. & K. Smit was een Nederlands scheepsbouwbedrijf met vestigingen in de Zuid-Hollandse gemeenten Kinderdijk en Krimpen aan de Lek.

## Geschiedenis
De werf werd in 1847 opgericht door de broers Jan (1824-1911) en Kornelis (Kees) (1826-1910) Smit. De mannen maakten deel uit van de rederij- en scheepsbouwfamilie Smit en ze waren neven (oomzeggers) van Fop Smit en van Cornelis Smit van de werf C. Smit Czn. Ze waren gedwongen het erf van hun vader, ook scheepsbouwer, te ontruimen en begonnen samen een werf in Kinderdijk niet ver daarvandaan. In 1847 liep hun eerste schip van stapel, de Eersteling, gebouwd in opdracht van een aangetrouwd familielid, Murk Lels. Helaas verging het schip op haar eerste reis.
De zaken gingen blijkbaar goed, want reeds in 1853  werd een tweede werf geopend in het aan de overzijde van de Lek gelegen Krimpen aan de Lek. Jan leidde de eerste werf, Kornelis de tweede. Tussen de werven van familieleden bestond een felle concurrentie, soms omschreven als "water en vuur". In 1869 vervaardigde Smit het eerste stoombaggervaartuig voor de aannemer D. Volker, in 1878 volgde het vierde, de eerste zandzuiger, voor dezelfde aannemer. Baggerschepen werden de specialiteit van Smit maar daarnaast maakte men onder meer loggers en schroefstoomschepen. In 1877 kwamen Jan en Kornelis Smit Jzn en Hendrik Smit aan het roer. In de jaren zeventig en tachtig van de negentiende eeuw vervaardigde de werf ook constructiewerk als ijzeren bruggen en bijvoorbeeld een schipdeur voor de gemeente Middelburg (1875). In 1889 telde de onderneming 120 arbeidskrachten. Rond 1900 bouwde Smit nog een aantal grote zeilschepen, waaronder de Geertruida Gerarda, het grootste zeilschip in Nederland gebouwd, dat in 1904 van stapel liep. In 1907 werd de onderneming omgezet in een nv met een nominaal kapitaal van f 600.000 en H. en K. G. Smit als directeuren.

### IHC Holland
In 1943 gingen zes werven, alle sterk in het bouwen van sleepboten en baggermaterieel, samenwerken in de combinatie Koninklijke IHC Naast J. & K. Smit  betrof het L. Smit & Co. (de werf die door Fop Smit was opgericht), Conrad-Stork in Haarlem, de werf van de rederij Verschure in Amsterdam, Gusto in Schiedam en De Klop in Sliedrecht. Door expertise uit te wisselen en samen naar buiten te treden hoopten ze in de toekomst meer en grotere opdrachten binnen te halen. De samenwerking was geen fusie: alle bedrijven bleven zelfstandig en beconcurreerden elkaar op terreinen waarover geen afspraken waren gemaakt. In 1947 werd de werf in Krimpen aan de Lek gesloten en de faciliteiten naar Kinderdijk, inmiddels gemeente Nieuw-Lekkerland, overgebracht. Daar ontstond een werf van aanzienlijke omvang, waar hoofdzakelijk baggermaterieel werd vervaardigd. Daarnaast werden nog zeeslepers gebouwd, zoals de Elbe in 1959, en ander materieel als bokken en dekschuiten.

### Fusies
In 1965 gingen vijf van de zes in IHC Holland samenwerkende werven over tot een volledige fusie. In 1966 werden de werven van J. & K. Smit en L. Smit & Co. samengevoegd tot Smit Kinderdijk. Van Kinderdijk werkte in de jaren zestig en zeventig praktisch de hele mannelijke beroepsbevolking bij Smit. In 1992 ging IHC Holland op in de fusiemaatschappij IHC Caland, later IHC Merwede genaamd.